# Ribeira de Pera
A ribeira de Pêra é um ribeira portuguesa afluente da margem direita do rio Zêzere. Nasce na serra da Lousã por cima das Cascatas do Coentral a um altura de 1180 m e desagua no rio Zêzere ao lado de Pedrógão Grande. No seu percurso passa pelas povoações de Coentral, Sarnadas, Pisões, Pêra, Palheira, Torgal, Moredos, Castanheira de Pêra, Rapos, Carregal Fundeiro, Moita e Mosteiro.

## Afluentes
A ribeira de Pêra tem como principais afluentes a ribeira das Quelhas (que tambem nasce na serra da Lousã por cima de uma cascata), a ribeira do torno e a ribeira de Frades.
Ao longo do seu curso estão situadas as seguintes praias fluviais:
- Praia Fluvial do Poço de Corga
- Praia Fluvial das Rocas
- Praia Fluvial do Mosteiro